# Campionati del mondo di ciclismo su pista 2010 - Inseguimento a squadre maschile
L'Inseguimento a squadre Uomini è stato uno dei dieci eventi femminili disputati ai Campionati del mondo di ciclismo su pista 2010 di Ballerup, in Danimarca. La selezione australiana ha vinto la medaglia d'oro battendo nella manche finale il Regno Unito.
La gara ha visto la partecipazione di 17 squadre per un totale di 68 atleti. La fase di qualificazione e la finale sono state disputate entrambe il 26 marzo 2010.

## Record del mondo
| Record del mondo | Record del mondo | Record del mondo | Record del mondo | Record del mondo |
| ---------------- | ---------------- | ---------------- | ---------------- | ---------------- |
| WR               | 3'53"314         | Gran Bretagna    | Pechino          | 18 agosto 2008   |

## Risultati

### Qualificazioni
| Manche | Paese         | Ciclisti                                                                                | Tempo    | Pos. | Note |
| ------ | ------------- | --------------------------------------------------------------------------------------- | -------- | ---- | ---- |
| 1      | Irlanda       | Stephen Barrett Matthew Brammeier Martyn Irvine David O'Loughlin                        | 4'12"136 | 13   |      |
| 2      | Austria       | Andreas Graf Andreas Müller Werner Riebenbauer Georg Tazreiter                          | 4'21"370 | 17   |      |
| 3      | Svizzera      | Damien Corthesy Silvan Dillier Loïc Perizzolo Cyrille Thièry                            | 4'13"023 | 15   |      |
| 4      | Italia        | Angelo Ciccone Marco Coledan Alessandro De Marchi Elia Viviani                          | 4'08"512 | 11   |      |
| 5      | Grecia        | Georgios Bouglas Dimitrios Chidemenakis Dimitrios Polydoropoulos Polychronis Tzortzakis | 4'14"765 | 16   |      |
| 6      | Francia       | Vivien Brisse Benoît Daeninck Julien Duval Julien Morice                                | 4'07"051 | 9    |      |
| 7      | Cina          | Chen Pan Jiang Xiao Li Chuanmin Wang Jie                                                | 4'11"872 | 12   |      |
| 8      | Germania      | Robert Bartko Robert Bengsch Henning Bommel Patrick Gretsch                             | 4'07"265 | 10   |      |
| 9      | Spagna        | Unai Elorriaga Sergi Escobar David Muntaner Eloy Teruel                                 | 4'05"570 | 8    |      |
| 10     | Paesi Bassi   | Levi Heimans Arno van der Zwet Tim Veldt Sipke Zijlstra                                 | 4'04"818 | 6    |      |
| 11     | Polonia       | Pawel Brylowski Dawid Glowacki Piotr Kasperkiewicz Grzegorz Stepniak                    | 4'12"481 | 14   |      |
| 12     | Ucraina       | Ljubomyr Polatajko Maksym Poliščuk Vitalij Popkov Vitalij Ščedov                        | 4'04"776 | 5    |      |
| 13     | Russia        | Ivan Kovalëv Viktor Manakov Aleksej Markov Aleksandr Serov                              | 4'04"986 | 7    |      |
| 14     | Gran Bretagna | Steven Burke Ed Clancy Ben Swift Andrew Tennant                                         | 3'56"869 | 1    | Q    |
| 15     | Nuova Zelanda | Sam Bewley Westley Gough Peter Latham Jesse Sergent                                     | 3'58"616 | 3    | Q    |
| 16     | Australia     | Jack Bobridge Rohan Dennis Michael Hepburn Leigh Howard                                 | 3'58"185 | 2    | Q    |
| 17     | Danimarca     | Niki Byrgesen Michael Færk Christensen Jens-Erik Madsen Rasmus Christian Quaade         | 4'02"259 | 4    | Q    |

### Finali
Gran Bretagna e Australia, le due classificate con il miglior tempo nelle qualificazioni, si affrontano direttamente per la medaglia d'oro; Nuova Zelanda e Danimarca, rispettivamente terza e quarta, per il bronzo.

#### Gara per l'oro
| Posiz | Paese         | Tempo    |
| ----- | ------------- | -------- |
| 1     | Australia     | 3'55"654 |
| 2     | Gran Bretagna | 3'55"806 |

#### Gara per il bronzo
| Posiz | Paese         | Tempo    |
| ----- | ------------- | -------- |
| 3     | Nuova Zelanda | 3'59"475 |
| 4     | Danimarca     | 4'01"664 |